# Prostitution au Qatar
La prostitution au Qatar est illégale et passible de sévères sanctions de plusieurs années de prison,. La prostitution a normalement lieu dans les bars, les discothèques et les hôtels. Il y a des répressions occasionnelles et les prostituées sont arrêtées et expulsées.

## Situation juridique
Comme d'autres pays du Golfe, la prostitution et les activités connexes sont illégales. Le chapitre 6 du Code pénal traite de l'incitation à la débauche, à la dissipation et à la fornication :
- Article 294
  - Quiconque incite à la débauche, à la dissipation ou à l'adultère en public par des paroles, des gestes ou tout autre moyen est passible d'une peine d'emprisonnement d'au moins six mois et d'au plus trois ans.
- Article 295
  - Quiconque commettra l'un des actes suivants sera puni d'une peine d'emprisonnement d'au moins un an et d'au plus trois ans.
    - 1- Ouvre ou gère un bordel ou contribue à son ouverture ou à son fonctionnement;
    - 2- Possède une maison ou un magasin et le loue sachant qu'il va être utilisé comme bordel;
- Article 296
  - Quiconque commet les infractions suivantes est puni d'un emprisonnement d'au moins un an et d'au plus trois ans:
    - 1- prépare une femme pour qu'elle commette l'adultère;
    - 2- Incite, induit, séduit une femme de quelque manière que ce soit à commettre l'adultère ou à fréquenter un bordel afin de commettre une débauche que ce soit à l'intérieur ou à l'extérieur du pays;
    - 3- Diriger, inciter ou séduire un homme en commettant de quelque manière que ce soit une sodomie ou une dissipation;
    - 4- Inciter ou séduire un homme ou une femme de quelque manière que ce soit à commettre des actions illégales ou immorales;
    - 5- Amener, exposer ou accepter un homme ou une femme à des fins d'exploitation sexuelle.
- Article 297
  - Quiconque commet l'une des infractions mentionnées à l'article précédent par contrainte, contrainte ou ruse ou si la victime est âgée de moins de seize ans ou si l'auteur de l'infraction est l'un des auteurs mentionnés à l'article 279 de la présente loi, où l'auteur de l'infraction est supposé savoir l'âge réel de la victime, sera puni d'un emprisonnement pouvant aller jusqu'à quinze ans.
- Article 298
  - Quiconque commet un adultère ou une sodomie en tant que profession ou pour gagner sa vie sera puni d'un emprisonnement maximal de dix ans.
  - La même peine sera infligée à toute personne qui exploite l'immoralité et la prostitution d'autrui.
- Article 299
  - Outre les peines prévues aux articles précédents, le tribunal ordonne la fermeture du lieu où l'infraction a été commise et ne peut rouvrir à des fins juridiques qu'avec l'approbation du Bureau du procureur général.

## Trafic sexuel
Le Qatar est répertorié par le Département d'État américain comme pays de niveau 2 pour le trafic sexuel. C'est une destination pour les hommes et les femmes victimes de la traite à des fins de servitude involontaire et, dans une moindre mesure, d'exploitation sexuelle commerciale. Le pays est une destination pour les femmes de Chine, d'Indonésie, des Philippines, du Maroc, du Sri Lanka, du Liban, d'Inde, d'Afrique et d'Europe de l'Est victimes de la traite à des fins d'exploitation sexuelle commerciale.